# Jezioro Budwity
Der Jezioro Budwity (Jezioro Budwickie, Jezioro Piniewo, deutsch Bauditter See) ist ein See nördlich des Dorfes Budwity, südlich des Dorfes Awajki, in der Nähe des Kanał Elbląski, mit dem er mit einem breiten Bach verbunden ist. Die Länge des Ufers beträgt 3250 m.
Im südlichen Teil des Sees wird der See durch einen Bach aus dem Dorf Budwity gespeist, im Norden entwässert ein Bach in den Kanał Elbląski.
Der See hat hohe Ufer und ist von Feldern und Wiesen umgeben. Der See wird von Zakład Rybacki Bogaczewo Sp. z o.o. als Angelsee genutzt. Es gibt Zander, Hecht und Schleie.
Laut Leyding hatte der See eine Fläche von 44,68 ha.